# Синеплечий траупис
Синеплечий траупис (лат. Thraupis cyanoptera) — вид воробьиных птиц из семейства танагровых (Thraupidae). Подвидов не выделяют. Эндемик Бразилии.

## Описание
Синеплечий траупис достигает длины около 18 см и массы 41—46 г. Половой диморфизм не выражен. У взрослых особей тёмная уздечка, голова и верхняя часть тела однородного серо-голубого цвета (скорее синие, чем серые). Макушка голубоватая; надхвостье, верхние кроющие перья хвоста и хвост ярко-синие. Краевые и малые кроющие перья крыльев с фиолетово-синим блеском, большие кроющие перья тёмные с широкими светло-бирюзово-голубыми краями, первостепенные кроющие перья и маховые перья тёмные с широкой светло-бирюзово-голубой каймой. Горло и нижние части тела более бледные серовато-голубые, с контрастным зеленоватым оттенком на боках. Радужная оболочка тёмно-коричневая; клюв черноватый сверху, снизу синевато-серый; ноги тёмного рогово-серого цвета. Неполовозрелые особи тусклее взрослых.

## Вокализация
Песня синеплечего трауписа отличается от песен других представителей рода, начинается с мягкого нагромождения нот и заканчивается несколькими чёткими мелодичными нотами, например, «jittle-jittle-jittle, jeeeyr-jurr», произносится быстро и часто повторяется два или три раза; также может быть транскрибирована как писклявое «look heeere, right heeere, drink-drink-jrrr», сложное вначале, более медленное и музыкальное в конце. Позывки представлены тонким, напряженным «sweeee», а также различными писклявыми нотами.

## Распространение и места обитания
Синеплечий траупис является эндемиком Бразилии. Распространён в  прибрежной части юго-востока страны от юго-восточной части Баии, Эспириту-Санту и восточной части Минас-Жерайс и на юг на прибрежных склонах Серра-ду-Мар до северной части Риу-Гранди-ду-Сул. Естественными местами обитания являются влажный горный лес, редколесье, вторичный лес; в целом гораздо более лесной вид, чем большинство сородичей. Встречается в основном на склонах Серра-ду-Мар, обращенных к морю, на высоте от уровня моря до 1600 м над уровнем моря, в основном ниже 1200 м.

## Биология
Синеплечий траупис добывает пищу в смешанных или одновидовых стаях, состоящих из 15—20 птиц. Поиск пищи происходит на высоких деревьях, в Эспириту-Санту — во мху на больших ветвях. В состав рациона входят фрукты, цветы и листья.
Сезон размножения начинается после окончания сухого сезона. Размножение наблюдалось в октябре в Эспириту-Санту и в сентябре в Рио-де-Жанейро. В государственном парке Карлоса Ботельо, Сан-Паулу, гнезда в процессе строительства и гнёзда с яйцами были найдены в сентябре, а гнёзда с птенцами были найдены в октябре и ноябре. В сооружении гнезда принимают участие обе родительские птицы. Гнездо обычно размещается в зарослях эпифитных бромелиевых на деревьях высотой от 10 до 12 м на высоте 4,13—6 м над землей и располагается глубоко внутри зарослей, где оно защищено от света и дождя. В кладке два яица. В Эспириту-Санту яйца были бледно-голубого цвета с редкими небольшими пурпурно-чёрными пятнами, разбросанными по всей поверхности скорлупы. В государственном парке Карлоса Ботельо яйца имели приблизительно эллиптическую форму с белым фоном и равномерно распределёнными небольшими коричневыми пятнами на скорлупе. Продолжительность инкубационного периода и оперения птенцов не описаны.